# San Miguel Afuera
San Miguel Afuera (auch: San Isidro) ist eine Ortschaft im Departamento Santa Cruz im Tiefland des südamerikanischen Andenstaates Bolivien.

## Lage im Nahraum
San Miguel Afuera ist der fünftgrößte Ort des Municipio Buena Vista in der Provinz Ichilo. Die Ortschaft liegt auf einer Höhe von 327 m am Ufer des Río Palacios, der in nördlicher Richtung weiter zum Río Piraí hin fließt.

## Geographie
San Miguel Afuera liegt im tropisch feucht-heißen Monsunklima vor dem Ostrand der Anden-Gebirgskette der Cordillera Oriental. Die Region war vor der Kolonisierung von Monsunwald bedeckt, ist heute aber größtenteils Kulturland.
Die mittlere Durchschnittstemperatur der Region liegt bei knapp 24 °C (siehe Klimadiagramm Warnes), die Monatswerte schwanken zwischen 20 °C im Juni/Juli und 26 °C von November bis Februar. Der Jahresniederschlag beträgt etwa 1300 mm, die Monatsniederschläge sind ergiebig und liegen zwischen 35 mm im August und 200 mm im Januar.

## Verkehrsnetz
San Miguel Afuera liegt in einer Entfernung von 81 Straßenkilometern westlich von Santa Cruz, der Hauptstadt des Departamentos.
Von San Miguel Afuera aus erreicht man auf einer Landstraße entlang des Río Palacios in südlicher Richtung über Caranda nach zwanzig Kilometern Villa Diego. Von dort führt der „Camino Santa Fe de Amboró – Buena Vista“ sieben Kilometer in südwestlicher Richtung und trifft dort auf eine Landstraße, die nach vier Kilometern Santa Fe de Amboró erreicht. Von dort führt der „Camino Terebinto – Santa Fe de Amboró“ 19 Kilometer in östlicher Richtung nach Terebinto und weiter nach Las Cruces, von dort sind es 20 Kilometer in östlicher Richtung bis Urubó, wo eine Brücke den hier 300 m breiten Río Piraí überquert und nach weiteren zwei Kilometern den Außenring von Santa Cruz erreicht.

## Bevölkerung
Die Einwohnerzahl der Ortschaft ist in dem Jahrzehnt zwischen den beiden letzten Volkszählungen auf das Doppelte angestiegen:
| Jahr | Einwohner         | Quelle       |
| ---- | ----------------- | ------------ |
| 1992 | keine Detaildaten | Volkszählung |
| 2001 | 271               | Volkszählung |
| 2012 | 545               | Volkszählung |
| 2024 |                   | Volkszählung |